# Dampierre-en-Burly
Dampierre-en-Burly è un comune francese di 1 283 abitanti situato nel dipartimento del Loiret nella regione del Centro-Valle della Loira.

## Società

### Evoluzione demografica
Abitanti censiti

## Galleria d'immagini

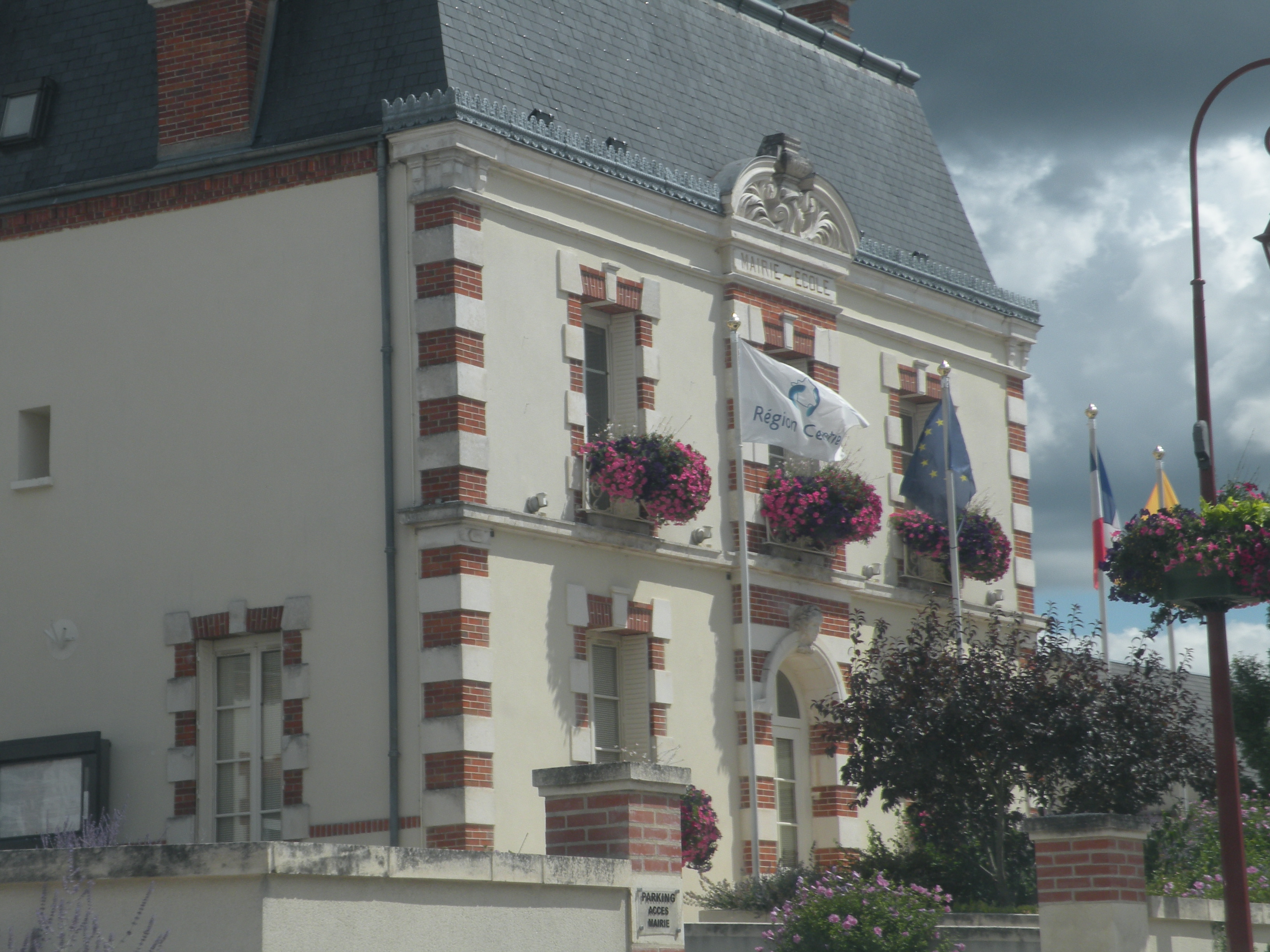
municipio
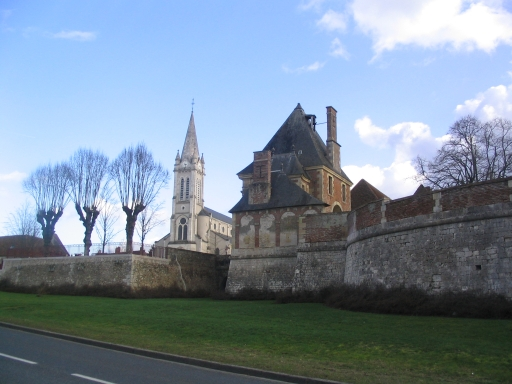
chiesa e castello
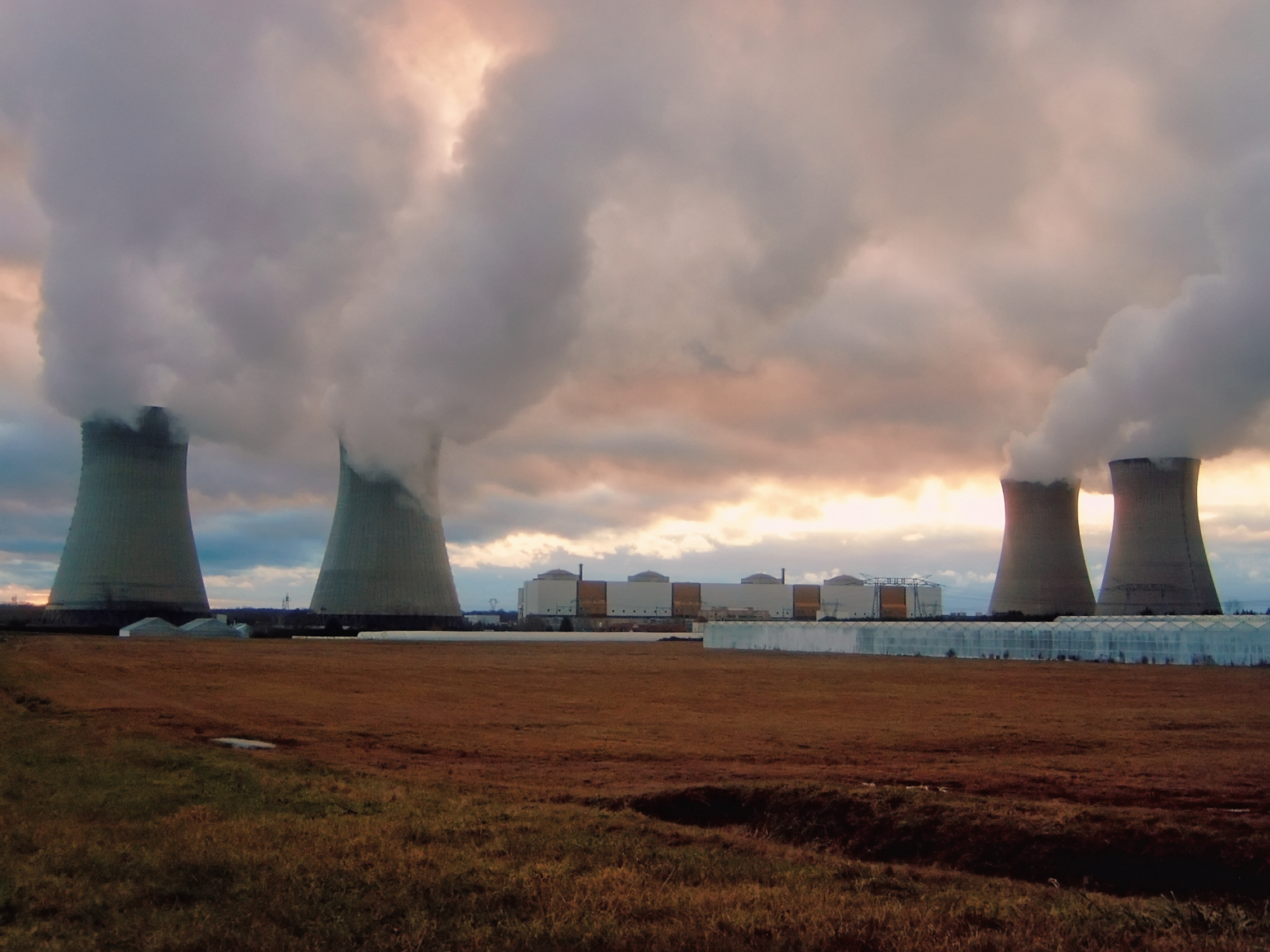
centrale nucleare